# Hélio Schwartsman
Hélio Schwartsman (São Paulo, 9 de julho de 1965) é um filósofo e jornalista brasileiro.

## Carreira
Formou-se em Filosofia na Faculdade de Filosofia, Letras e Ciências Humanas da Universidade de São Paulo (FFLCH-USP).
Em 1998, tornou-se editorialista e colunista do jornal Folha de S.Paulo, onde foi editor de Mundo e Opinião. Publicou Aquilae Titicans - O Segredo de Avicena - Uma Aventura no Afeganistão em 2001. O livro é considerado profético já que foi escrito em 1999, antes do atentado às torres gêmeas. Nele Schwartsman “tem uma imaginação delirante e uma crueldade mortal com seus personagens”, de acordo com os comentários da editora. Escreve para a Folha(versão impressa) diariamente, exceto às segundas e quintas. Semanalmente, as quintas, na Folha.com ele mantém uma coluna de opinião.
Em 8 de julho de 2020, escreveu para a Folha desejando a morte do presidente Jair Bolsonaro. Devido ao artigo, o Ministro de Segurança Pública, André Mendonça disse que iria processar o jornalista com base na lei de segurança nacional. André Marsiglia, advogado especialista em liberdades de expressão e de imprensa comentou o caso no Poder360: "O que vemos hoje é um desejo de implosão do diverso, de emudecimento do contrário, por meio de todo e qualquer artifício: lei de segurança nacional, inquéritos de ocasião, criminalização do jornalismo e opiniões que clamam pela intimidação, pelo calabouço alheio. E, nesse ponto, com o perdão do trocadilho, Hélio errou sua pontaria, não por dizer o que pensa, mas por pensar que a morte de Bolsonaro, ainda que alegórica, poderia ser benéfica. O banimento, a exclusão, a extinção do pensamento do outro, por pior que o outro seja, será sempre, ao fim e ao cabo, a extinção do nosso próprio pensamento."
Thaís Oyama, colunista do Uol, disse que Hélio Schwartsman não cometeu crime, mas que seu artigo desejando a morte do presidente é "ínfeliz": "Infeliz, entre outros motivos, porque, como sempre ocorre quando um artigo de jornal cai nas redes sociais, tudo o que sobra dele é a frase que o anuncia em letras grandes. Assim, no caso do artigo de Schwarstman, ficou de fora o argumento da ética consequencialista em que o autor baseou o texto e sobrou apenas o seu desejo expresso de que o presidente do Brasil não sobreviva à Covid-19. Desejar a morte de alguém é um sentimento condenável do ponto de vista cristão. Pode também ser considerado "desumano" do ponto de vista secular. Mas não é um crime - e muito menos passível de enquadramento na Lei de Segurança Nacional, como quer o ministro da Justiça, André Mendonça."